# Les Alleux
Les Alleux est une commune déléguée de Bairon-et-ses-Environs et une ancienne commune française, située dans le département des Ardennes en région Grand Est.
Par arrêté du 30 novembre 2015, à compter du 1er janvier 2016, Les Alleux fusionne avec Le Chesne et Louvergny pour créer la commune nouvelle de Bairon-et-ses-Environs.

## Géographie
| Voncq            | Le Chesne (comm. dél. de Bairon-et-ses-Environs) | Le Chesne (comm. dél. de Bairon-et-ses-Environs) |
| Voncq            | Alleux                                           | Belleville-et-Châtillon-sur-Bar                  |
| Terron-sur-Aisne | Terron-sur-Aisne                                 | Quatre-Champs                                    |

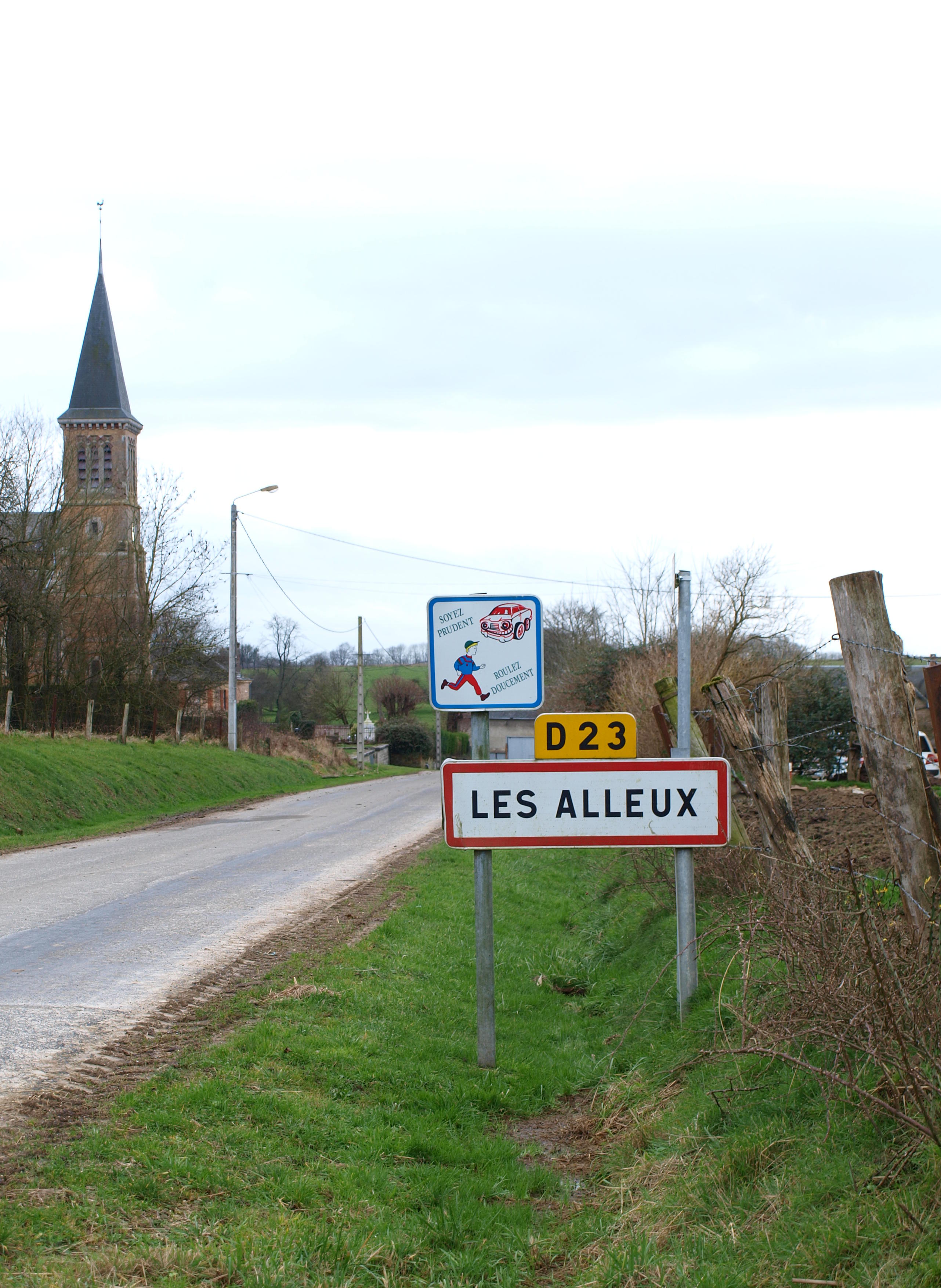
Entrée des Alleux.
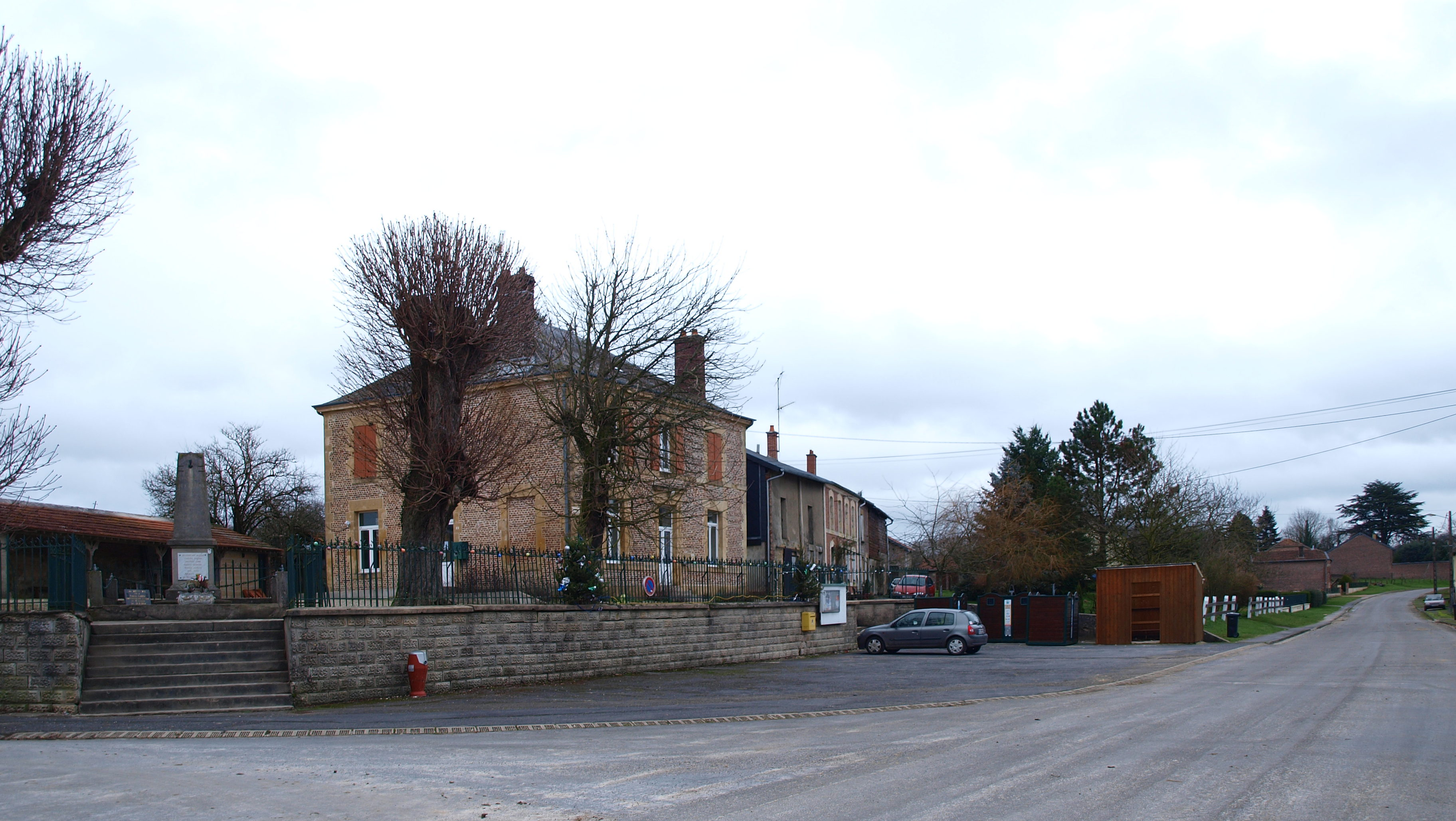
Route de Vouziers.
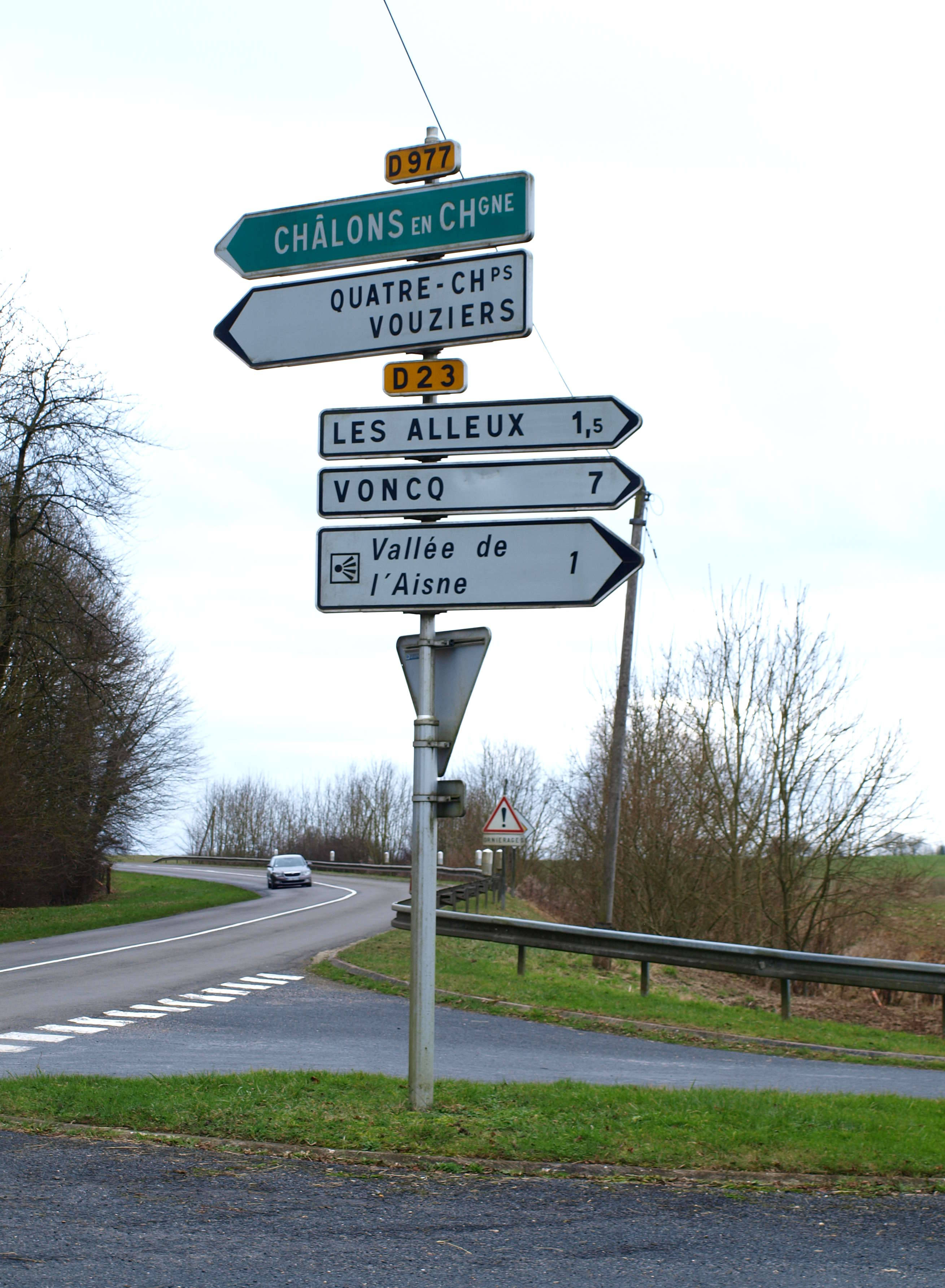
Panneaux routiers.

## Histoire
La Statistique  des élections de Reims, Rethel et Sainte-Ménehould dressée en 1657 par le sieur Terruel en vue du projet de cadastre général de la généralité de Chalons , ensuite du projet du maréchal de Fabert indique : 
« Les Alleux, à M. de Prin, y compris Marcelot, Bois de Rain et la Maison rouge. — Autrefois 80 habitants — Terroir médiocre et mauvais 369 arpents, la plupart en bruyères. — Prés 28 arpents — Bois au seigneur. — Habitants : un manouvrier, une veuve mendiante. — Taille 104 livres — Reste encore un habitant à Vandy ne labourant rien. — Inhabité depuis 18 ans, nul bâtiment habitable. — Le seigneur prétend tout le terroir à lui pour les cens dus par les propriétaires. » 

## Politique et administration

### Liste des maires
| Période                                  | Période          | Identité            | Étiquette | Qualité |
| ---------------------------------------- | ---------------- | ------------------- | --------- | ------- |
| 1879                                     |                  | de Granrut          |           |         |
| 1995                                     | mars 2001        | M. Francis Ledig    |           |         |
| mars 2001                                | Réélu Mars 2008  | M. Joël Gobert      |           |         |
| mars 2014                                | 31 décembre 2015 | M. Guillaume Queval |           |         |
| Les données manquantes sont à compléter. |                  |                     |           |         |

### Liste des maires délégués
| Période                                  | Période  | Identité            | Étiquette | Qualité |
| ---------------------------------------- | -------- | ------------------- | --------- | ------- |
| 1er janvier 2016                         | En cours | M. Guillaume Queval |           |         |
| Les données manquantes sont à compléter. |          |                     |           |         |

## Démographie
L'évolution du nombre d'habitants est connue à travers les recensements de la population effectués dans la commune depuis 1793. À partir du 1er janvier 2009, les populations légales des communes sont publiées annuellement dans le cadre d'un recensement qui repose désormais sur une collecte d'information annuelle, concernant successivement tous les territoires communaux au cours d'une période de cinq ans. 
Pour les communes de moins de 10 000 habitants, une enquête de recensement portant sur toute la population est réalisée tous les cinq ans, les populations légales des années intermédiaires étant quant à elles estimées par interpolation ou extrapolation. Pour la commune, le premier recensement exhaustif entrant dans le cadre du nouveau dispositif a été réalisé en 2008,.
En 2013, la commune comptait 79 habitants, en évolution de −2,47 % par rapport à 2008 (Ardennes : −1,26 %, France hors Mayotte : +2,49 %).
| 1793 | 1800 | 1806 | 1821 | 1831 | 1836 | 1841 | 1846 | 1851 |
| ---- | ---- | ---- | ---- | ---- | ---- | ---- | ---- | ---- |
| 231  | 315  | 317  | 335  | 408  | 437  | 442  | 433  | 425  |

| 1866 | 1872 | 1876 | 1881 | 1886 | 1891 | 1896 | 1901 | 1906 |
| ---- | ---- | ---- | ---- | ---- | ---- | ---- | ---- | ---- |
| 407  | 460  | 427  | 425  | 417  | 361  | 387  | 376  | 334  |

| 1911 | 1921 | 1926 | 1931 | 1936 | 1946 | 1954 | 1962 | 1968 |
| ---- | ---- | ---- | ---- | ---- | ---- | ---- | ---- | ---- |
| 288  | 231  | 201  | 214  | 160  | 170  | 167  | 166  | 125  |

| 1975 | 1982 | 1990 | 1999 | 2008 | 2013 | - | - | - |
| ---- | ---- | ---- | ---- | ---- | ---- | - | - | - |
| 102  | 69   | 72   | 63   | 81   | 79   | - | - | - |

## Culture locale et patrimoine

### Décoration française
- Croix de guerre 1914-1918 : 9 mars 1921

### Lieux et monuments
- Le Château de Maison-Rouge[9].
- L'église Saint-Jean-Baptiste.
- La chapelle Sainte-Geneviève de Marcelot.
- Le Monument aux morts.
- Le Mémorial de Juin 1940.

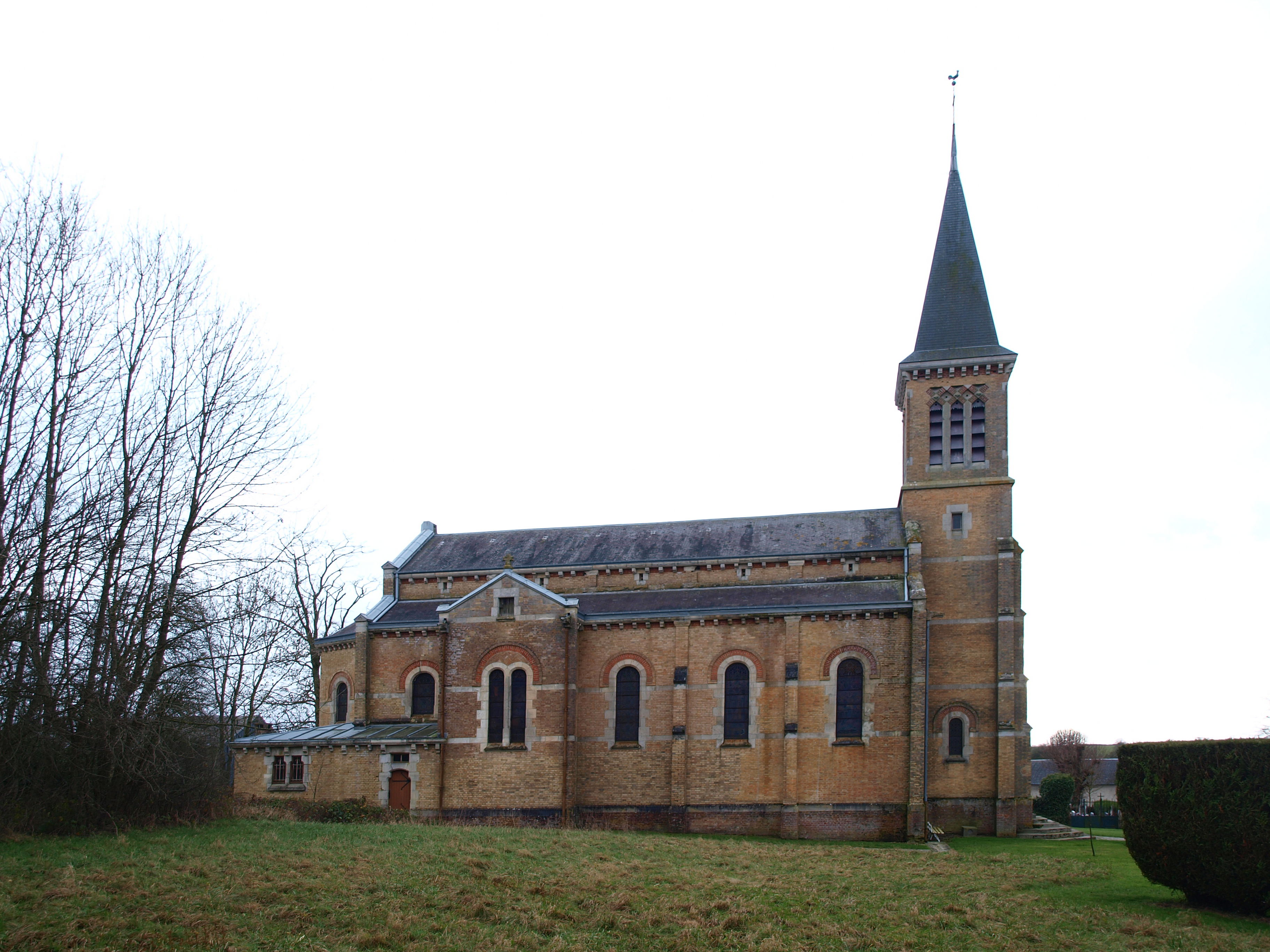
Église Saint-Jean-Baptiste.
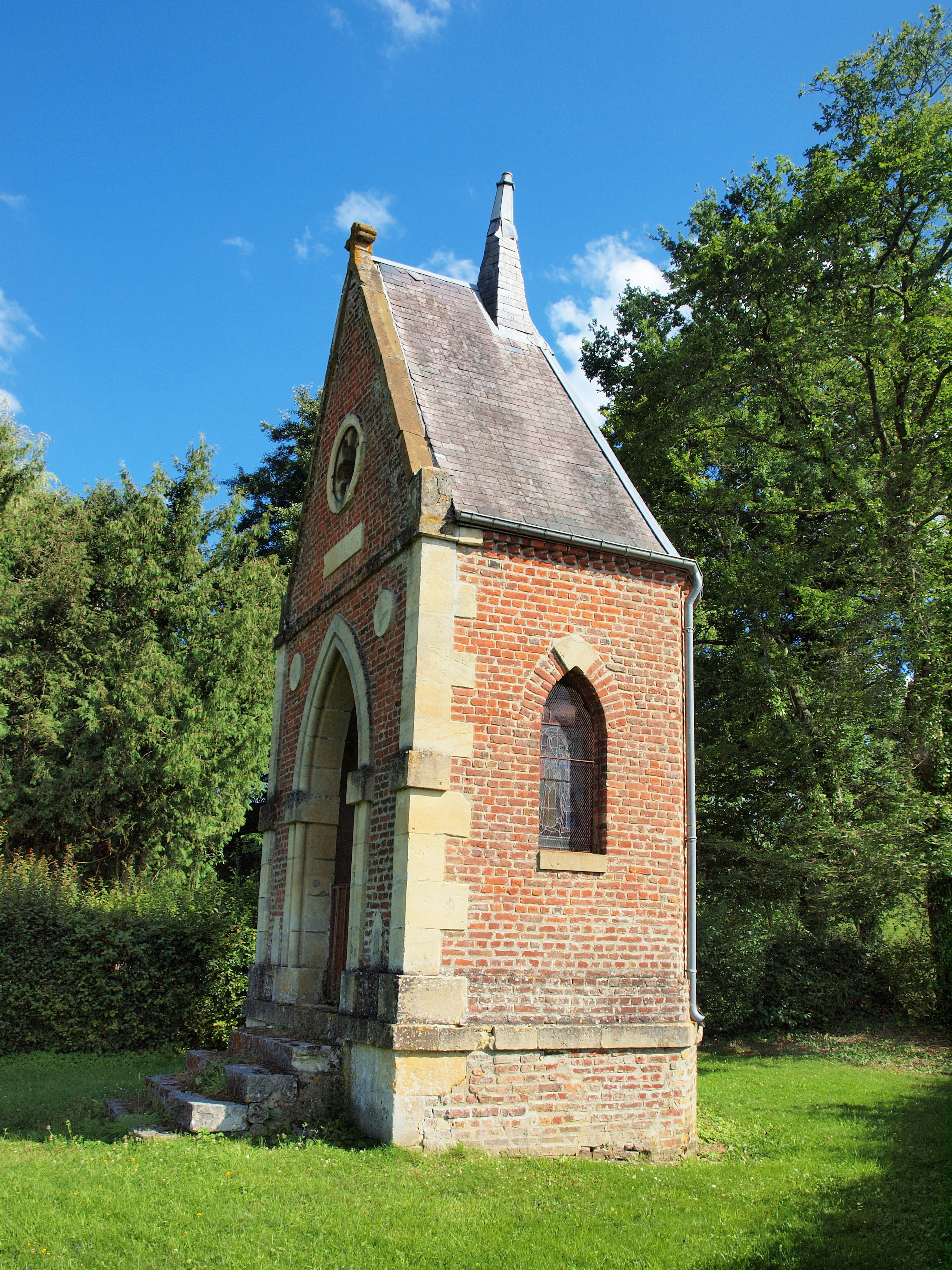
Chapelle Sainte-Geneviève.
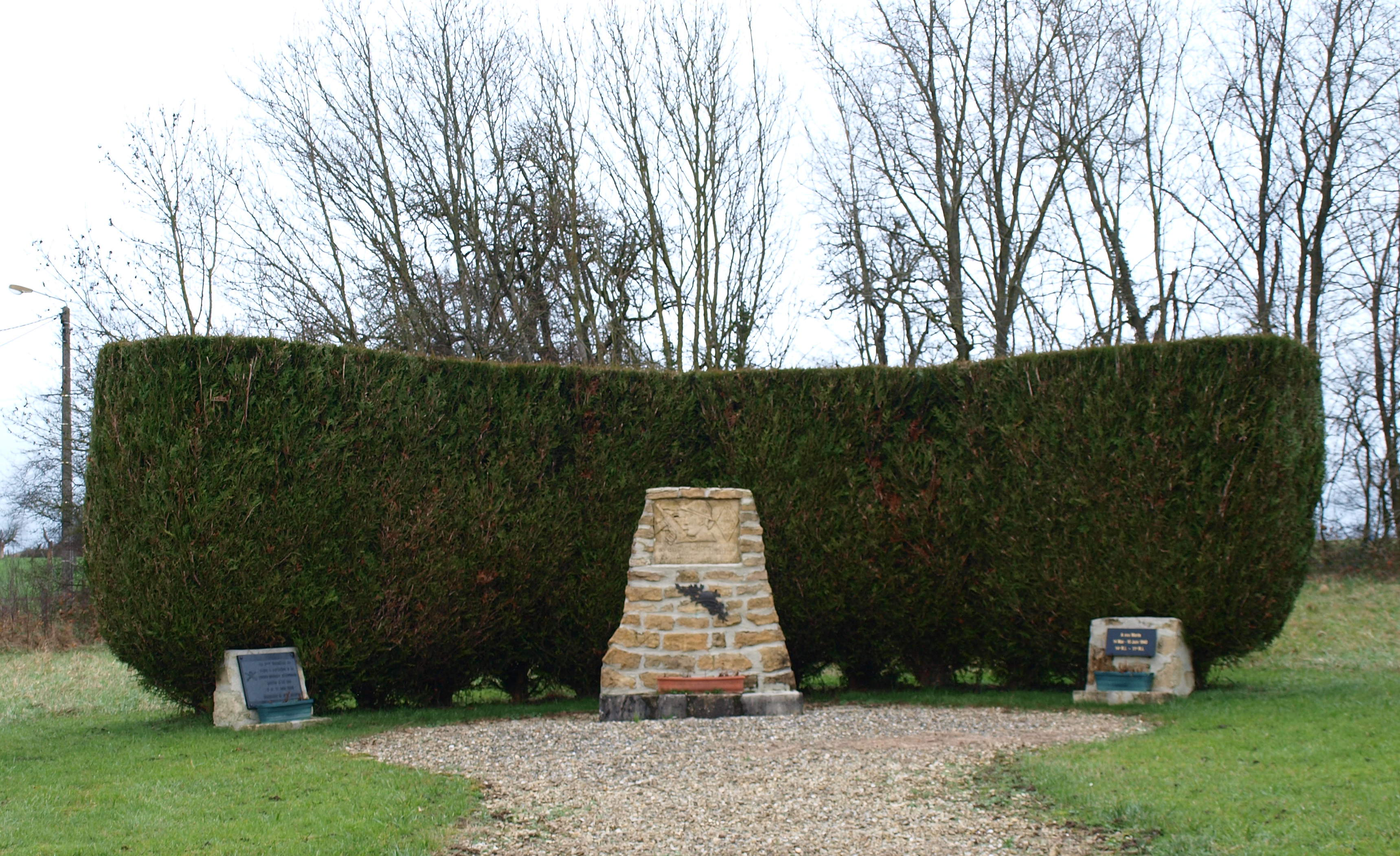
Mémorial de juin 1940.
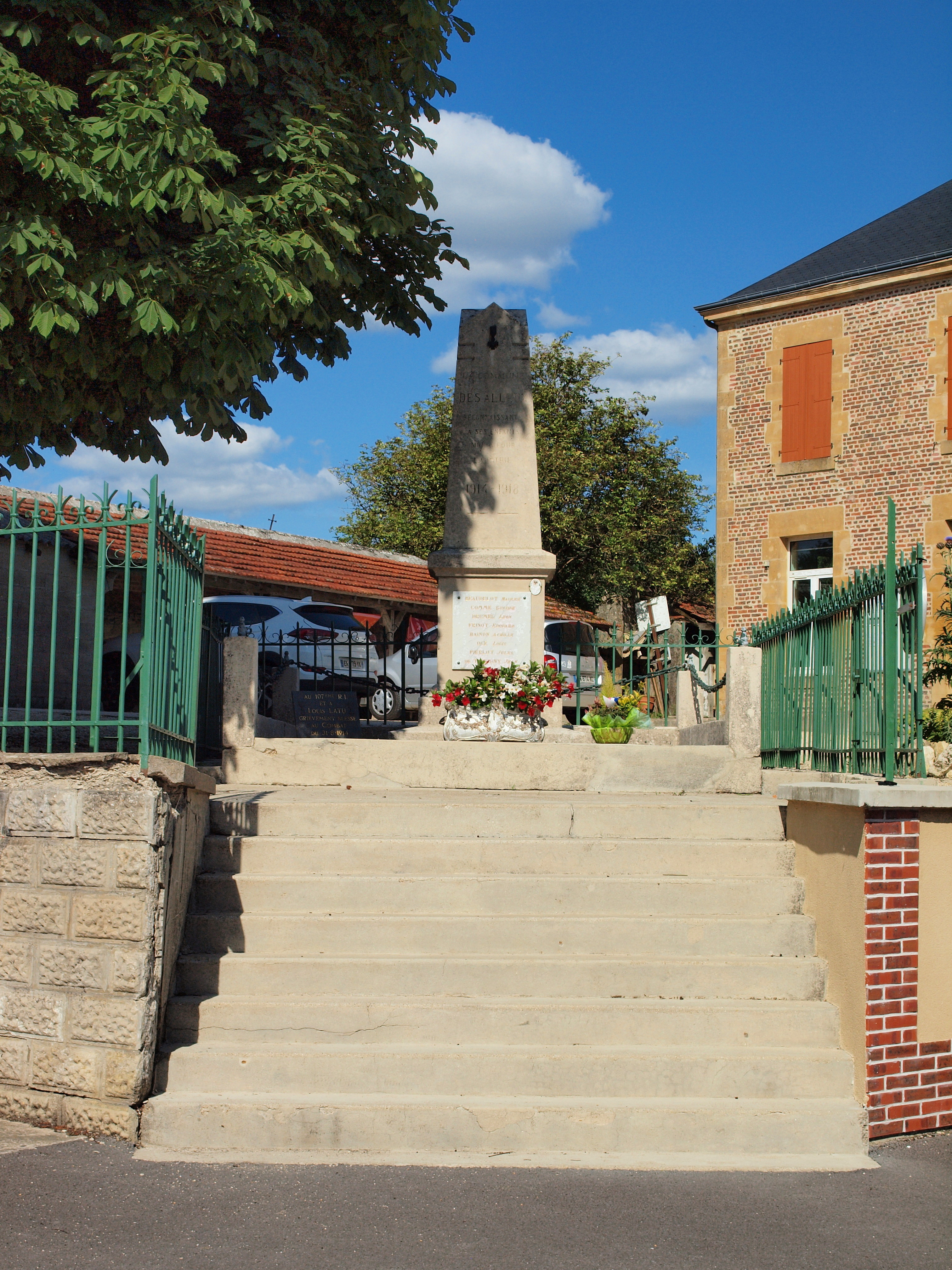
Monument aux morts.
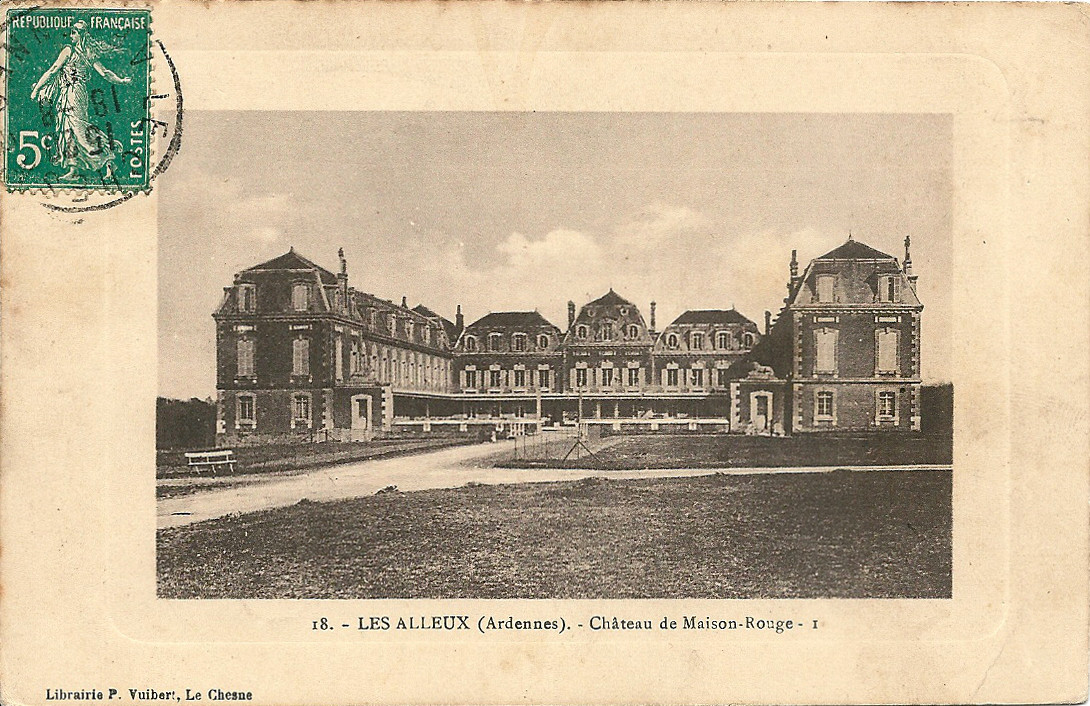
Château de Maison-Rouge.

### Personnalités liées à la commune
- Tristan de Villelongue (1562-1631), docteur en théologie, conseiller d'Etat et prédicateur du roi Henri IV, y est né.

### Héraldique
| Blason de Les Alleux | Blason  | De gueules au chevron d'or accompagné en chef de deux flèches d'argent et en pointe d'un croissant du même, au chef cousu d'azur chargé de trois étoiles d'or. |
| Blason de Les Alleux | Détails | Création J.-J. Baron, M. Demoncheaux et J.-M. Jolly. Adopté le 16 octobre 1999.                                                                                |